# Manuel Zavala
Manuel Zavala (Ciudad de México, 1793 - ibídem, 31 de julio de 1878) fue un militar mexicano que combatió durante la guerra de Independencia de México bajo las órdenes de José María Morelos. Durante el conflicto presidencial de 1830 y 1831, fue secuestrado y aprehendido, en compañía de Vicente Guerrero, por el genovés Francisco Picaluga.

## Semblanza biográfica
Se integró a la guerra de la Independencia de México el 2 de diciembre de 1811 en el escuadrón Jonacatepec bajo las órdenes de José María Morelos. Participó en la toma de Izúcar, en la acción de Jalmolonga, en la batalla de Tenancingo, en el sitio de Cuautla, en la toma de Oaxaca, en las acciones de playa de Guatemala, San Agustín del Palmar, Valladolid, en la batalla de Puruarán, y en las acciones de Chichihualco y del Rancho de las Ánimas.
El 24 de enero de 1814, después de la batalla de Puruarán, fue comisionado por Morelos para canjear a un grupo considerable de prisioneros españoles por la vida de Mariano Matamoros. Sin embargo la negativa de Félix María Calleja fue rotunda, Zavala se vio forzado a ocultarse entre la multitud para escapar y regresar a las filas de los insurgentes. En 1815, los miembros del Congreso de Chilpancingo le pidieron trasladarse a Estados Unidos para ponerse a las órdenes del general José Álvarez de Toledo. Regresó a México en 1822, se incorporó a las tropas del Ejército Mexicano en Veracruz y participó en las acciones de la toma de San Juan de Ulúa, último reducto español.
Fue comandante y gobernador militar de algunos estados. En 1831, durante los conflictos ocasionados por el Plan de Jalapa y el Plan de Codallos que desembocaron en la Guerra del Sur, fue comisionado por Miguel Barragán para tratar de alcanzar un avenimiento entre Vicente Guerrero y Nicolás Bravo. Estando en entrevista con Guerrero en el bergantín Colombo fue secuestrado y hecho prisionero por el genovés Francisco Picaluga, quien había pactado por la suma de 50 000 pesos entregar al expresidente en Huatulco al gobierno del vicepresidente Anastasio Bustamante. Zavala describió las acciones de esta felonía en su diario Apuntamientos de un viaje hecho de Guadalajara al sur de México en comisión de servicio, el cual fue publicado por el historiador Luis González Obregón en los Anales del Museo Nacional de México.
En febrero de 1878, enfermó de gravedad. El presidente Porfirio Díaz y el secretario de Guerra Manuel González lo apoyaron con todas las atenciones. Murió el 31 de julio del mismo año en la Ciudad de México.